# Electribius balticus
Electribius balticus is een keversoort uit de familie Artematopodidae. De wetenschappelijke naam van de soort is voor het eerst geldig gepubliceerd in 1998 door Hornschemeyer.